# SMS Brandenburg
O SMS Brandenburg foi um navio couraçado pré-dreadnought operado pela Marinha Imperial Alemã e a primeira embarcação da Classe Brandenburg, sendo seguido pelo SMS Kurfürst Friedrich Wilhelm, SMS Weissenburg e SMS Wörth. Nomeado em homenagem à Província de Brandemburgo, foi o primeiro couraçado da Alemanha. Sua construção começou em maio de 1890 nos estaleiros da AG Vulcan Stettin em Estetino e foi lançado ao mar em setembro do ano seguinte, sendo comissionado na frota alemã em novembro de 1893. Era armado com seis canhões montados em três torres de artilharia duplas, diferentemente do esquema de quatro canhões em duas torres duplas usados em outras marinhas, e possuía um deslocamento de mais de dez mil toneladas e velocidade máxima de dezesseis nós.
O Brandenburg serviu na I Divisão durante sua primeira década de serviço. Este período geralmente limitou-se a exercícios e viagens para portos estrangeiros. Estas manobras mesmo assim eram importantes no desenvolvimento da doutrina naval alemã pré-Primeira Guerra Mundial, especialmente sob a direção do almirante Alfred von Tirpitz. A primeira grande ação do navio foi em 1900, quando ele e seus três irmãos foram para a China a fim de subjugar o Levante dos Boxers. O Brandenburg foi reformado no início do século XX, porém estava obsoleto na época do início da Primeira Guerra e assim serviu de forma limitada, inicialmente como navio de defesa de costa. Foi descomissionado em dezembro de 1915 e usado como alojamento flutuante, sendo desmontado em Danzig em 1920.

## Características

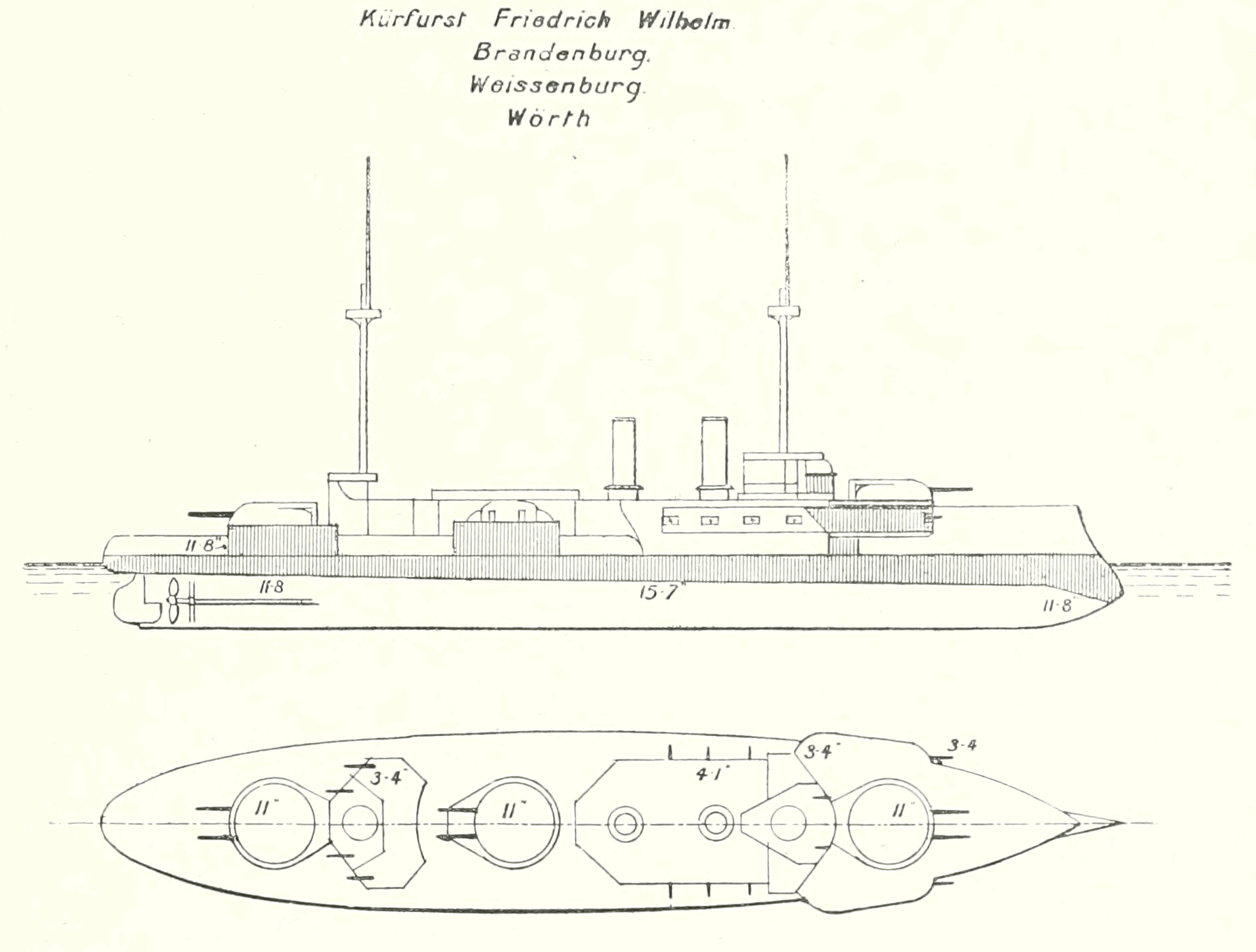
Diagrama da Classe Brandenburg

Os quatro navios da Classe Brandenburg foram os primeiros couraçados pré-dreadnought da Marinha Imperial Alemã. A frota da Alemanha até a ascensão do imperador Guilherme II em 1888 era orientada para a defesa costeira, com o vice-almirante Leo von Caprivi, chefe do Escritório Imperial da Marinha, tendo ordenado na década de 1880 a construção de vários navios de defesa de costa. O imperador, que tinha grande interesse em assuntos náuticos, substituiu Caprivi em agosto pelo vice-almirante Alexander von Monts, instruindo-o a incluir quatro couraçados no orçamento naval. Monts, que era a favor de uma frota de couraçados, cancelou as quatro últimas embarcações de defesa de costa autorizadas por Caprivi e em vez disso encomendou couraçados de dez mil toneladas. Eles foram os primeiros couraçados modernos construídos na Alemanha, com sua autorização tendo vindo como parte de um programa de construção que refletia a confusão tática e estratégica da década de 1880.
O Brandenburg tinha 115,7 metros de comprimento, boca de 19,5 metros que podia aumentar até 19,74 metros com a adição de redes de torpedos, além de calado de 7,6 metros na proa e de 7,9 metros na popa. Possuía um deslocamento de 10 013 toneladas em seu peso projetado, porém este valor podia chegar em 10 670 toneladas quando totalmente carregado com suprimentos de batalha. Era equipado com doze caldeiras a carvão e dois conjuntos de motores de tripla expansão com três cilindros que geravam 10 000 cavalos-vapor (7 460 quilowatts) de potência e uma velocidade máxima de 16,9 nós (31,3 quilômetros por hora). O Brandenburg tinha um alcance de 4 300 milhas náuticas (oito mil quilômetros) a dez nós (dezenove quilômetros por hora). Sua tripulação era formada por 38 oficiais e 530 marinheiros.
A embarcação era incomum para a época, pois estava equipada com uma bateria principal composta por seis canhões montados em três torres duplas, diferentemente dos quatro canhões normalmente encontrados em outros couraçados contemporâneos. As torres de artilharia da proa e da popa tinham canhões K L/40 de 280 milímetros, enquanto a torre central era armada com canhões menores L/35 também de 280 milímetros. Suas armas secundárias consistiam em oito canhões de tiro rápido SK L/35 de 105 milímetros e oito SK L/30 de 88 milímetros montados em casamatas. O armamento do Brandenburg era completado por seis tubos de torpedo de 450 milímetros instalados acima da linha d'água. Apesar de sua bateria principal ser mais pesada que outros navios equivalentes da época, seus armamentos secundários foram considerados mais fracos em relação a outros couraçados. Seu cinturão de blindagem tinha uma espessura de quatrocentos milímetros na parte central, que protegia os depósitos de munição e sala de máquinas. O convés tinha uma blindagem de sessenta milímetros, enquanto as barbetas da bateria principal eram protegidas por uma blindagem de trezentos milímetros de espessura.

## História

### Início de carreira

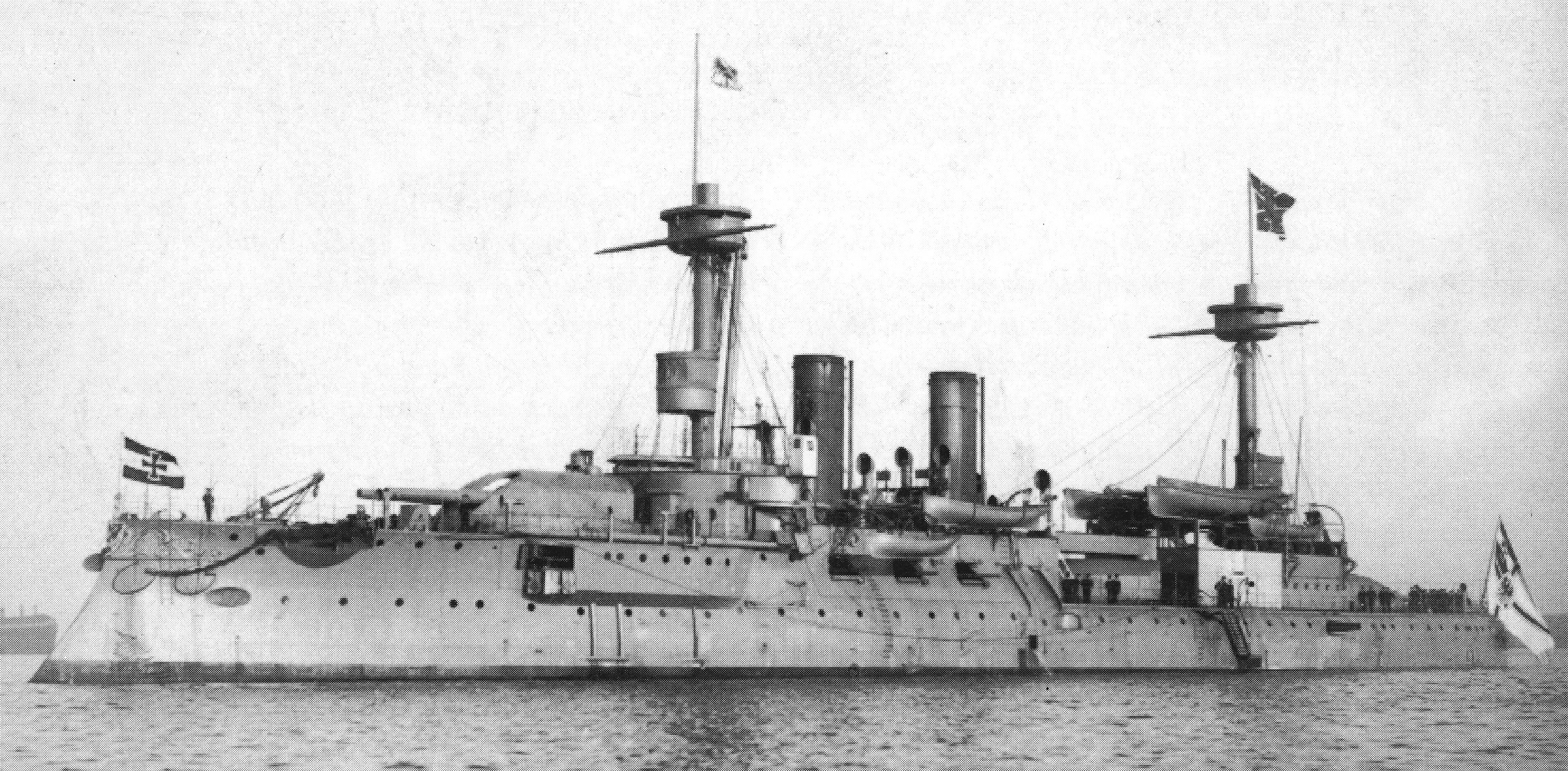
O Brandenburg em novembro de 1893

O Brandenburg foi encomendado sob o nome de A, com o batimento de sua quilha ocorrendo em maio de 1890 na AG Vulcan em Estetino. Seu casco foi lançado em 21 de setembro de 1891, sendo batizado por Guilherme II. Seguiu-se os trabalhos de equipagem e ele foi finalizado em setembro de 1893, com a exceção de suas armas principais, quando foi transferido para Kiel. Sua bateria foi montada no local e o Brandenburg foi comissionado na frota alemã em 19 de novembro. Seus testes marítimos começaram quatro dias depois; o imperador e uma delegação do governo da Província de Brandemburgo foram a bordo a fim de observar. O navio recebeu em 27 de dezembro uma bandeira com o brasão de armas de Brandemburgo, que era hasteada em ocasiões especiais. O couraçado foi designado formalmente no mesmo mês para a II Divisão da Esquadra de Manobras.
Em 16 de fevereiro de 1894, enquanto realizava testes de tiragem forçada perto de Strande, o Brandenburg sofreu o pior acidente maquinário da história da Marinha Imperial. Uma das principais válvulas de vapor das caldeiras de estibordo explodiu, matando 44 tripulantes e ferindo outros sete. A causa foi um defeito na construção da válvula. O príncipe Henrique da Prússia, que estava a bordo do navio de transporte SMS Pelikan, imediatamente ordenou que sua embarcação fosse ao socorro do couraçado. O Brandenburg foi colocado na Baía de Wiker e depois rebocado até Kiel, sendo colocado no Estaleiro Imperial de Kiel para passar por reparos. O acidente causou um pequeno incidente político depois da imprensa ter criticado o imperador por não ter enviado o príncipe Henrique para o funeral dos marinheiros. Além disso, o vice-almirante Friedrich von Hollmann, o Secretário de Estado do Escritório Imperial da Marinha, afirmou diante da Dieta Imperial que "tais acidentes podem ocorrer de novo e de novo", o que aumentou a resistência parlamentar em conceder aumentos no orçamento naval; isto levou a uma rejeição inicial dos fundos para o SMS Fürst Bismarck, o primeiro cruzador blindado alemão. Os almirantes Eduard von Knorr e Hans von Koester criticaram os comentários, forçando Hollmann a se desculpar publicamente.

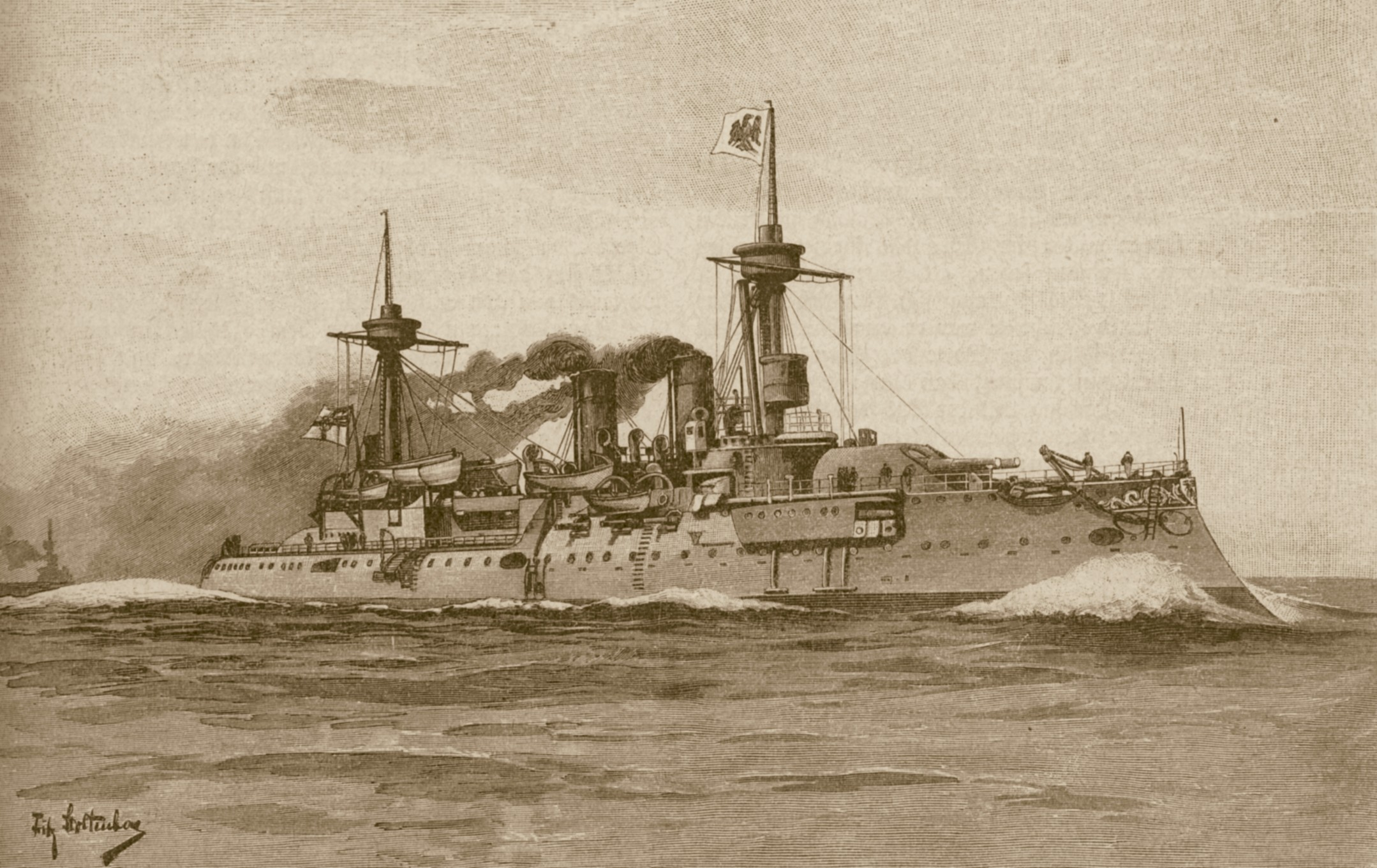
Ilustração do Brandenburg por Fritz Stoltenberg em 1894

Os trabalhos de reparo terminaram no dia 16 de abril, o que permitiu que o Brandenburg recomeçasse seus testes, que duraram até meados de agosto e incluíram um cruzeiro pelo estreito de Kattegat. O navio entrou na II Divisão em 21 de agosto, porém foi transferido para a I Divisão após uma reorganização da frota juntamente com seus três irmãos. A I Divisão era baseada em Wilhelmshaven no Mar do Norte. O Brandenburg e o resto da esquadra compareceram a cerimônias em 3 de dezembro de 1894 no Canal Imperador Guilherme. Em seguida as embarcações iniciaram um cruzeiro de treinamento de inverno pelo Mar Báltico; este foi o primeiro cruzeiro do tipo feito pela Marinha Imperial. A maior parte da frota até então costumava ser desativada na época do inverno. A I Divisão ancorou em Estocolmo na Suécia entre os dias 7 e 11 de dezembro a fim de participaram das celebrações dos trezentos anos do nascimento do rei Gustavo II Adolfo. O rei Óscar II da Suécia realizou uma recepção para a delegação alemã. Mais exercícios no Báltico foram realizados depois disso até os navios voltarem para a Alemanha para passarem por reparos.
O ano de 1895 começou com a mesma rotina de cruzeiros de treinamento para a Heligolândia e depois Bremerhaven, com Guilherme II acompanhando a partir da capitânia SMS Kurfürst Friedrich Wilhelm. Seguiram-se treinamentos individuais e divisionais, que foram interrompidos por uma viagem para o Mar do Norte, a primeira vez que unidades da principal frota alemã deixaram águas domésticas. Nessa viagem o Brandenburg e o Kurfürst Friedrich Wilhelm pararam em Lerwick nas Ilhas Shetland, Escócia, entre os dias 16 e 23 de março. Os exercícios realizados testaram os couraçados sob clima severo; ambos tiveram um desempenho admirável. Mais manobras da frota ocorreram no Báltico em maio, que foram finalizados por uma visita a Kirkwall nas Ilhas Órcades. A esquadra voltou para Kiel no começo de junho, onde preparações estavam em andamento para a inauguração do Canal Imperador Guilherme. Exercícios táticos foram feitos na Baía de Kiel na presença de delegações estrangeiras para a cerimônia. Mais exercícios ocorreram até 1º de julho, quando a I Divisão começou uma viagem para o Oceano Atlântico. A operação tinha motivos políticos: a Alemanha tinha sido capaz de enviar apenas um pequeno contingente de navios – o cruzador protegido SMS Kaiserin Augusta, o navio de defesa de costa SMS Hagen e a corveta a velas SMS Stosch – para uma demonstração naval internacional no Marrocos. A frota principal assim podia dar apoio moral para demonstração ao viajar para águas espanholas. Mares bravios novamente permitiram que o Brandenburg e seus irmãos demonstrassem sua excelente navegabilidade. A frota deixou Vigo e foi para Queenstown na Irlanda. O imperador, a bordo de seu iate SMY Hohenzollern, compareceu à regata de Cowes enquanto o restante da frota ficou perto da Ilha de Wight.
A frota retornou para Wilhelmshaven em 10 de agosto e começou preparações para manobras de outono no final do mês. Os primeiros exercícios iniciaram-se em 25 de agosto na Angra da Heligolândia. A frota então seguiu através do estreito de Skagerrak até o Báltico, onde as fortes tempestades danificaram muitos dos navios e afundaram o barco torpedeiro SMS S41, que emborcou deixando apenas três sobreviventes. A força ficou brevemente em Kiel até retomar os exercícios ocorridos nos estreitos de Kattegat e Grande Belt. O Brandenburg nesse período colidiu com o aviso SMS Jagd, porém apenas o segundo foi danificado. As manobras principais começaram em 7 de setembro com um ataque simulado de Kiel para o leste do Báltico. No dia seguinte o couraçado foi inspecionado pelo imperador Nicolau II da Rússia durante sua viagem pela Alemanha. Outras manobras ocorreram na costa da Pomerânia e na Baía de Danzig. Uma revista da frota por Guilherme II em Jershöft no dia 14 encerrou as manobras. O resto do ano viu apenas treinamentos individuais. 1896 seguiu o mesmo padrão do ano anterior. Treinamentos individuais ocorreram até abril, seguido por treinamento de esquadra no Mar do Norte no final de abril e início de maio, incluindo uma visita aos portos holandeses de Flessingue e Nieuwediep. Mais manobras ocorreram do final de maio ao final de julho, levando a esquadra mais para o norte do Mar do Norte, frequentemente para águas norueguesas, com os navios tendo visitado Bergen entre 11 e 18 de maio. Guilherme II e o vice-rei chinês Li Hongzhang revistaram a frota em Kiel durante as manobras. A frota reuniu-se em Wilhelmshaven para o treinamento anual de outono em 9 de agosto.

### Rotina de treinamentos

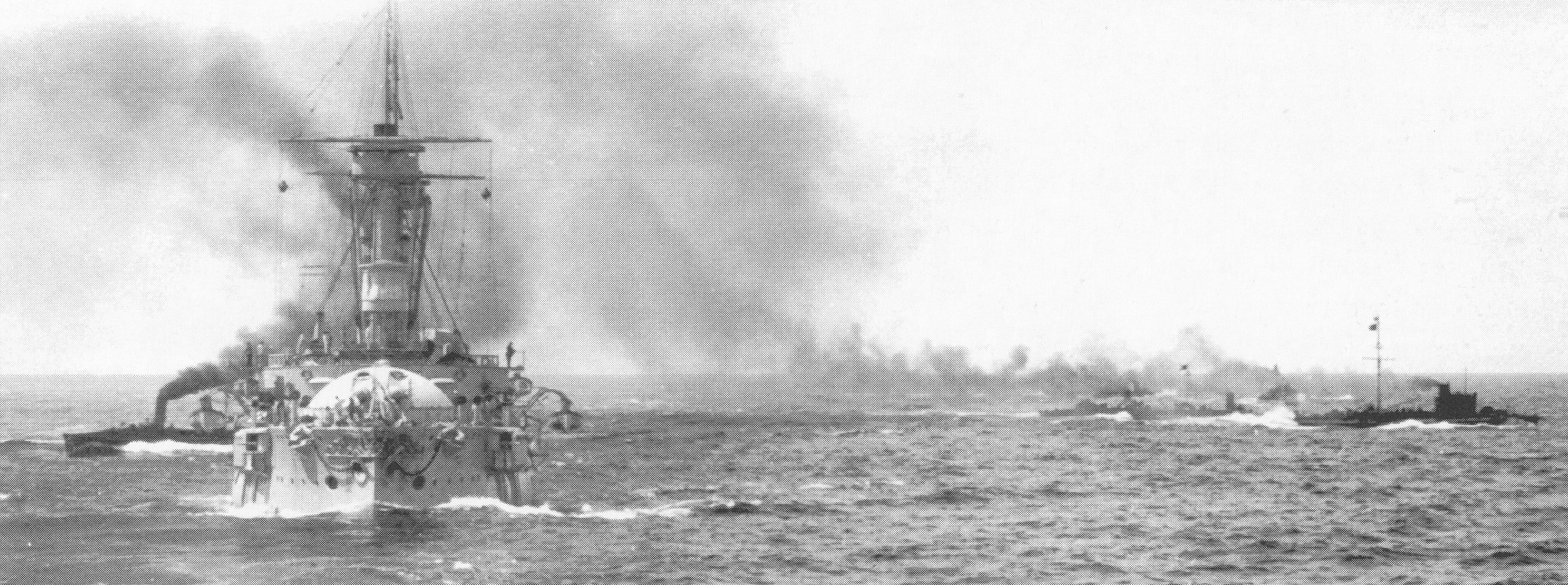
O Brandenburg com barcos torpedeiros em 1898

O Brandenburg e o resto da frota operaram sob uma rotina normal de treinamentos individuais e em unidade no decorrer da primeira metade de 1897. O comando naval considerou no começo do ano despachar a I Divisão para outra demonstração no Marrocos com o objetivo de protestar a morte de dois alemães mortos no local, porém em vez disso enviaram uma pequena esquadra de corvetas. A típica rotina de exercícios foi interrompida no início de agosto quando o imperador e a imperatriz Augusta Vitória de Schleswig-Holstein foram visitar a corte imperial russa; as duas divisões da I Esquadra de Batalha foram enviadas para Kronstadt a fim de acompanharem o casal imperial, que então seguiram para a capital São Petersburgo. Eles retornaram para Danzig em 15 de agosto, onde o restante da frota reuniu-se para as manobras anuais de outono. Estes exercícios refletiram o pensamento tático do contra-almirante Alfred von Tirpitz, o novo Secretário de Estado do Escritório Imperial da Marinha, e do vice-almirante August von Thomsen, o novo comandante da I Esquadra. Estas novas táticas enfatizavam uma artilharia mais precisa, especialmente a longas distâncias, porém as necessidades de uma formação de linha de batalha levaram a grande rigidez nas táticas. A ênfase de Thomsen em tiro criou as bases para a excelente artilharia alemã na Primeira Guerra Mundial. As manobras foram completadas em 22 de setembro em Wilhelmshaven.
A I Divisão realizou manobras em Kattegat e Skagerrak no começo de dezembro, porém foram encurtadas pela falta de homens e oficiais. O Brandenburg colidiu com o ironclad SMS Württemberg enquanto passavam pelo Grande Belt, danificando as duas embarcações e forçando suas voltas para Kiel a fim de passarem por reparos. Concertos temporários foram feitos e em seguida o couraçado foi para Wilhelmshaven, onde uma nova proa de rostro foi instalada. A frota seguiu a típica rotina de treinamentos no decorrer de 1898 sem incidentes, porém foi incluída uma viagem para as Ilhas Britânicas. Os navios pararam em Queenstown, Greenock e Kirkwall. A frota reuniu-se em Kiel em 14 de agosto para os exercícios de outono. As manobras incluíram uma simulação de bloqueio perto da costa de Mecklemburgo e uma batalha campal com uma "Frota Oriental" na Baía de Danzig. Uma tempestade forte atingiu a frota enquanto voltavam para Kiel, infligindo grandes danos em muitas das embarcações e afundando o barco torpedeiro SMS S58. Eles atravessaram o Canal Imperador Guilherme e continuaram suas manobras no Mar do Norte. Os treinamentos terminaram em Wilhelmshaven no dia 17 de setembro. A I Divisão conduziu treinamentos de artilharia e torpedo na Baía de Eckernförde em dezembro, seguido por treinamentos divisionais em Kattegat e Skagerrak. A divisão visitou Kungsbacka na Suécia durante essas manobras de 9 a 13 de dezembro. Eles voltaram para Kiel e os navios da I Divisão foram para docas a fim de passarem por reparos de inverno.
A corrente da âncora do ironclad SMS Oldenburg quebrou durante uma nevasca em 22 de março de 1899, fazendo com que o navio ficasse à deriva e encalhasse na Baía de Strander. O Brandenburg e o vapor SS Norder rebocaram o Oldenburg de volta ao porto. O couraçado participou em 5 de abril de 1899 das celebrações do quinquagésimo aniversário da Batalha de Eckernförde na Primeira Guerra de Schleswig. A I e II Divisões, junto com a Divisão de Reserva do Báltico, partiram em maio para um cruzeiro pelo Atlântico. Na ida, a I Divisão parou em Dover enquanto a II Divisão foi para Falmouth com o objetivo de reabastecer seus depósitos de carvão. A I Divisão então encontrou com a II em Falmouth no dia 8 de maio, com as duas unidades partindo para o Golfo da Biscaia, chegando em Lisboa em Portugal no dia 12 de maio. Lá encontraram-se com a Frota do Canal britânica composta por oito couraçados e quatro cruzadores blindados. A frota então partiu para a Alemanha, parando novamente em Dover em 24 de maio. Lá participaram de uma revista naval em celebração do aniversário de oitenta anos da rainha Vitória do Reino Unido. As embarcações retornaram para Kiel em 31 de maio.
A frota conduziu manobras de esquadra no Mar do Norte em julho, incluindo exercícios de defesa costeira com soldados do exército. A frota se reuniu em Danzig em 16 de agosto para novamente realizar a manobra anual de outono. Os exercícios começaram no Báltico e passaram por Kattegat e Skagerrak em 30 de agosto, indo para o Mar do Norte a fim de fazer mais manobras na Angra da Alemanha que duraram até 7 de setembro. Em seguida foram Kattegat e no Grande Belt entre 8 e 26 de setembro, quando as manobras terminaram e a frota foi para o porto a fim de passar por manutenção. O ano de 1900 começou com a mesma rotina de exercícios individuais e divisionais. As esquadras se encontraram em Kiel em março, com treinamentos de torpedo e artilharia em abril seguida de uma viagem para o Báltico. A frota fez uma grande cruzeiro no Mar do Norte de 7 a 26 de maio, incluindo paradas nas Shetlands entre 12 e 15 de maio e em Bergen de 18 até 22. Os navios da I Divisão foram transferidos em 8 de julho para a II Divisão.

### Levante dos Boxers

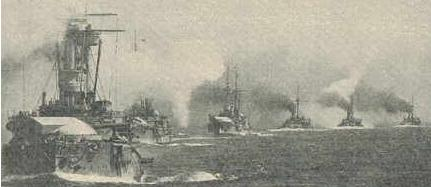
Navios alemães na China em 1900

O Brandenburg participou de sua primeira grande operação em 1900, quando foi enviado para a China durante o Levante dos Boxers. Nacionalistas chineses cercaram embaixadas estrangeiras em Pequim e assinaram Clemens von Ketteler, o plenipotenciário alemão. A grande violência contra ocidentais levou uma aliança entre a Alemanha e outras sete potências: Reino Unido, França, Rússia, Áustria-Hungria, Estados Unidos, Itália e Japão. Os soldados que estavam na China na época eram muito poucos para derrotarem os boxers; em Pequim havia uma força de pouco mais de quatrocentos oficiais e soldados dos oito países. Na época, a Esquadra da Ásia Oriental era a principal força alemã na área e consistia dos cruzadores protegidos Kaiserin Augusta, SMS Hansa e SMS Hertha, os cruzadores menores SMS Irene e SMS Gefion, e as canhoneiras SMS Jaguar e SMS Iltis. Havia também um destacamento de quinhentos homens em Taku; os números chegavam em 2,6 mil soldados combinados entre todos os países. O vice-almirante britânico sir Edward Seymour tentou liderar esses soldados até Pequim, porém foram forçados a parar em Tientsin. O imperador decidiu que uma força expedicionária seria enviada para a China a fim de reforçar a Esquadra da Ásia Oriental. A frota incluía o Brandenburg, seus três irmãos, seis cruzadores, dez navios de carga, três barcos torpedeiros e seis regimentos de fuzileiros, todos sob o comando do general marechal de campo Alfred von Waldersee.
O contra-almirante Richard von Geißler, o comandante da força expedicionária, relatou em 7 de julho que suas embarcações estavam prontas para a operação e elas partiram dois dias depois. Os quatro couraçados mais o aviso SMS Hela passaram pelo Canal Imperador Guilherme e pararam em Wilhelmshaven a fim de se encontrarem com o resto da força. Os navios partiram da Angra de Jade em 1º de julho. Eles pararam em Gibraltar para reabastecerem-se de carvão entre os dias 17 e 18 de julho e passaram pelo Canal de Suez nos dias 26 e 27. Mais um reabastecimento das reservas de carvão ocorreu na ilha britânica de Perim no Mar Vermelho, com a frota entrando no Oceano Índico em 2 de agosto. Os navios alcançaram Colombo no Ceilão em 10 de agosto, passando pelo Estreito de Malaca quatro dias depois. Eles chegaram em Singapura em 18 de agosto e partiram depois de cinco dias, chegando em Hong Kong no dia 28. A força expedicionária parou dois dias depois em Wusong, próximo da cidade de Xangai.
O cerco de Pequim já tinha acabado quando os alemães chagaram, com os outros membros da Aliança das Oito Nações já tendo conseguido firmar um acordo com os boxers locais. Mesmo assim, o Brandenburg foi designado para deveres de patrulha na área ao redor da foz do Rio Yangtzé, participando em outubro da ocupação de fortificações costeiras que protegiam as cidades Shanhaiguan e Qinhuangdao. Como situação já tinha se acalmado o bastante, os quatro couraçados foram enviados para Hong Kong ou Nagasaki no Japão no final de 1900 e começo de 1901 a fim de passarem por reformas; o Brandenburg foi para Hong Kong e sua reforma ocorreu entre janeiro e fevereiro. Depois disso o navio foi para Qingdao na concessão alemã da Baía de Kiauchau, onde participou de treinamentos com o resto da frota.
O alto comando alemão convocou de volta a força expedicionária de volta para a casa em 26 de maio. A frota abasteceu suprimentos em Xangai e partiu em 1º de junho. Eles pararam em Singapura de 10 a 15 de junho e se reabasteceram com carvão antes de seguirem para Colombo, onde ficaram entre os dias 22 e 26. Navegar contra as monções forçou os navios a pararem na Ilha de Mahé nas Seicheles. A frota então parou por um dia em Áden e depois em Porto Said no Egito no caminho de volta a fim de pegarem mais carvão. Eles chegaram em Cádis em 1º de agosto, onde encontraram-se com a I Divisão e retornaram juntos para a Alemanha. Se separaram ao alcançarem a Heligolândia, logo depois de terem passado pela Rada de Jade, e os navios da força expedicionária foram revistados em 11 de agosto por Koester, agora o Inspetor Geral da Marinha. A frota expedicionária foi dissolvida no dia seguinte. No final, toda a operação custou à Alemanha mais de cem milhões de marcos.

### Fim de carreira

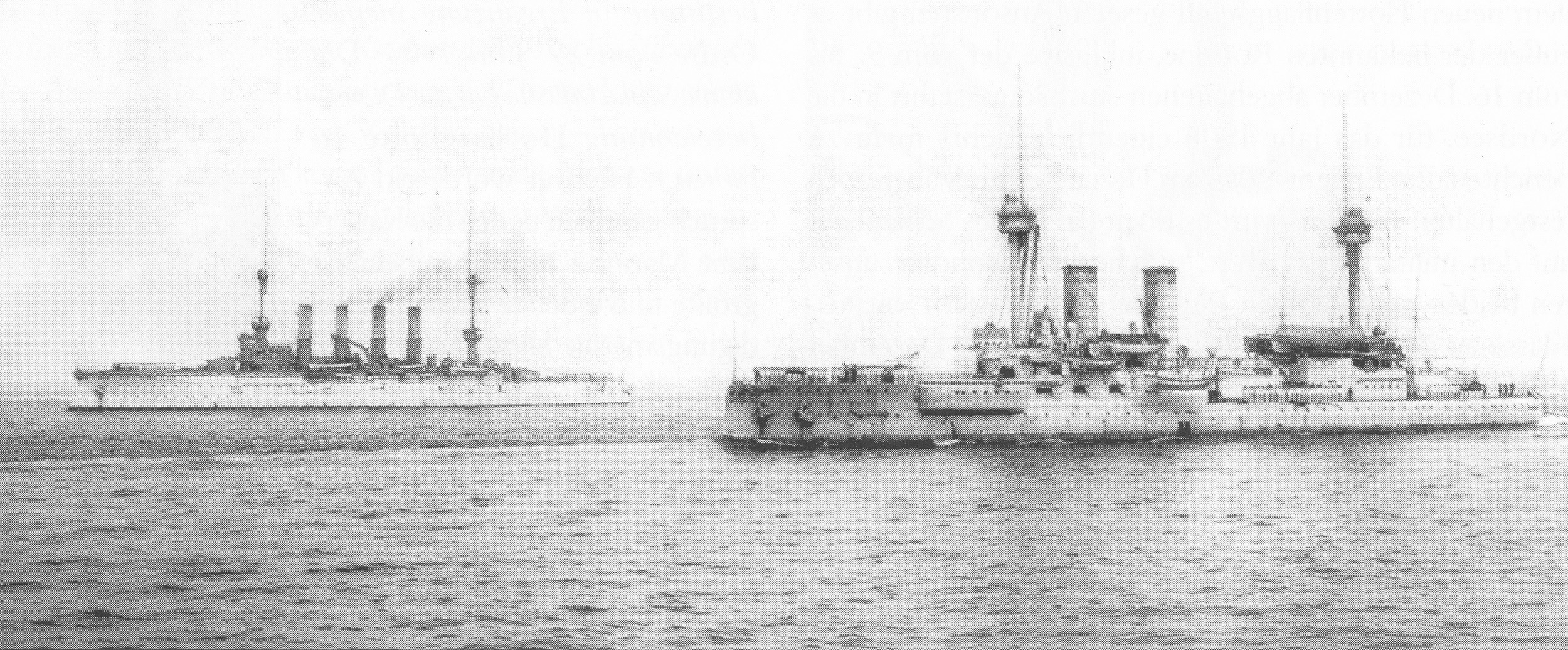
O cruzador e o Brandenburg em 1906

O Brandenburg e seus irmãos foram designados para a I Esquadra depois de seu retorno. As manobras anuais começaram em 21 de agosto, porém foram interrompidas em 11 de setembro quando Nicolau II visitou a frota em outra passagem pela Alemanha. Os navios realizaram uma revista naval na Baía de Puck. A marinha cooperou com o Exército Imperial pelo restante das manobras em exercícios conjuntos na Prússia Ocidental, que incluíram batalhões marítimos (fuzileiros) e o I e XVII Corpos. O Brandenburg participou do cruzeiro de inverno no final do ano, seguido por um período de manutenção no Estaleiro Imperial de Wilhelmshaven. O ano de 1902 seguiu o mesmo padrão rotineiro de treinamentos individuais, em unidade e em frota, além de cruzeiros para a Noruega e Escócia, que se encerraram com uma travessia do Canal da Mancha. As manobras terminaram em agosto e setembro e o Brandenburg foi descomissionado em 23 de outubro. Sua tripulação foi transferida para o recém comissionado couraçado SMS Zähringen, que o substituiu na I Esquadra.
As quatro embarcações da Classe Brandenburg foram levadas para docas secas em Wilhelmshaven a fim de passarem por uma grande reconstrução. O Brandenburg foi modernizado entre 1903 e 1904. Uma segunda torre de comando foi adicionada na traseira da superestrutura. Os couraçados tiveram suas caldeiras substituídas por modelos mais novos e seu balaio à meia-nau foi reduzido. O navio foi recomissionado em 4 de abril de 1905 e designado para a II Esquadra. O Brandenburg participou normalmente das rotinas de exercícios no decorrer de 1905, 1906 e 1907, sendo descomissionado novamente em 30 de setembro de 1907. O único incidente notável com o navio durante esse período foi um pequeno encalhe perto de Estocolmo que não danificou a embarcação. Sua tripulação, após o segundo descomissionado, foi transferida para um novo couraçado, desta vez o SMS Hannover. O Brandenburg depois disso foi designado para a Formação de Reserva no Mar do Norte.
Os primeiros couraçados dreadnought começaram a entrar em serviço na Marinha Imperial em 1910, fazendo dos navios da Classe Brandenburg obsoletos. A embarcação temporariamente voltou para o serviço no mesmo ano junto da III Esquadra a fim de participar das manobras anuais da frota. O Brandenburg retornou para a renomeada Divisão de Reserva ao final dos exercícios, onde realizou mais treinamentos. O navio foi transferido em meados de 1911 para a Unidade de Navios de Treinamento e Experimentais, participando de manobras no Báltico. O Brandenburg novamente foi colocado na III Esquadra para as manobras da frota entre agosto e setembro, sendo descomissionado outra vez em 16 de outubro. Ele foi colocado na Estação Naval do Mar Báltico em 1912, onde permaneceu inativo pelos dois anos seguido.

### Primeira Guerra
A Primeira Guerra Mundial começou em julho de 1914 e o Brandenburg foi reativado no mês seguinte e designado para a V Esquadra de Batalha da Frota de Alto-Mar, inicialmente encarregado da defesa costeira no Mar do Norte. A V Esquadra foi transferida para o Báltico em setembro e colocada sob o comando do príncipe Henrique. Ele planejou lançar um grande ataque anfíbio contra Windau na Rússia, porém a falta de navios de transporte forçaram uma revisão do plano. A V Esquadra em vez disso deveria carregar uma força de desembarque, porém isto foi cancelado depois de Henrique receber em 25 de setembro relatórios falsos sobre navios britânicos no Báltico. O Brandenburg e o resto da esquadra retornaram para Kiel no dia seguinte, desembarcaram os soldados e seguiram para o Mar do Norte, onde retomaram suas funções de patrulha. A V Esquadra foi novamente transferida para o Báltico no final do ano, com Henrique ordenando uma incursão até a Gotlândia. Os couraçados encontraram-se com uma divisão de cruzadores na Baía da Pomerânia em 26 de dezembro e partiram. Eles chegaram na Gotlândia dois dias depois, hastearam a bandeira alemã e voltaram para Kiel em 30 de dezembro.
A esquadra retornou para o Mar do Norte, porém foi tirada do serviço em fevereiro de 1915. A falta de tripulações treinadas na Frota de Alto-Mar, junto com o risco da operação de navios antigos em tempos de guerra, forçou sua desativação. O Brandenburg teve sua tripulação reduzida e foi brevemente designado para a Divisão de Reserva no Báltico. Ele passou por manutenções entre julho e dezembro, sendo em seguida transferido para Libau. Foi descomissionado em 20 de dezembro e usado para a destilação de água e alojamento para tropas. Seus canhões principais foram removidos para serem usados pelo Império Otomano, porém não há registros de terem realmente sido enviados para os otomanos. O Brandenburg foi levado para Danzig no final da guerra, onde iniciaram-se trabalhos para convertê-lo em um navio alvo, porém a guerra acabou antes das obras serem completadas. A embarcação foi retirada do registro naval em 13 de maio de 1919 e vendida como sucatam sendo desmontada em Danzig no ano seguinte.

### Citações
1. 1 2 3 4 5 6   Gröner 1990, p. 13
2. 1 2 3 4 5   Hore 2006, p. 66
3. ↑   Sondhaus 1997, pp. 179–181
4. ↑   Grießmer 1999, p. 177
5. 1 2   Hildebrand, Röhr & Steinmetz 1993a, p. 109
6. ↑   Hildebrand, Röhr & Steinmetz 1993a, pp. 109–110
7. ↑   Hildebrand, Röhr & Steinmetz 1993b, p. 175
8. ↑   Hildebrand, Röhr & Steinmetz 1993b, pp. 175–176
9. 1 2   Hildebrand, Röhr & Steinmetz 1993b, p. 176
10. ↑   Hildebrand, Röhr & Steinmetz 1993b, p. 75
11. 1 2 3   Hildebrand, Röhr & Steinmetz 1993b, p. 179
12. 1 2 3 4 5 6   Hildebrand, Röhr & Steinmetz 1993a, p. 110
13. ↑   Hildebrand, Röhr & Steinmetz 1993b, pp. 176–178
14. ↑   Hildebrand, Röhr & Steinmetz 1993b, p. 178
15. ↑   Hildebrand, Röhr & Steinmetz 1993b, pp. 180–181
16. ↑   Hildebrand, Röhr & Steinmetz 1993b, p. 181
17. ↑   Hildebrand, Röhr & Steinmetz 1993b, pp. 181–183
18. 1 2   Hildebrand, Röhr & Steinmetz 1993b, p. 183
19. ↑   Hildebrand, Röhr & Steinmetz 1993b, pp. 184–185
20. ↑   Hildebrand, Röhr & Steinmetz 1993b, p. 186
21. ↑   Bodin 1979, pp. 5–6
22. ↑   Bodin 1979, p. 1
23. ↑   Holborn 1982, p. 311
24. ↑   Bodin 1979, p. 6
25. ↑   Harrington 2001, p. 29
26. ↑   Bodin 1979, p. 11
27. ↑   Bodin 1979, pp. 11–12
28. ↑   Herwig 1998, p. 106
29. ↑   Hildebrand, Röhr & Steinmetz 1993b, pp. 186–187
30. ↑   Sondhaus 2001, p. 186
31. ↑   Hildebrand, Röhr & Steinmetz 1993b, p. 187
32. ↑   Hildebrand, Röhr & Steinmetz 1993b, pp. 188–189
33. ↑   Herwig 1998, p. 103
34. ↑   Hildebrand, Röhr & Steinmetz 1993a, pp. 110–111
35. 1 2   Gröner 1990, p. 14
36. 1 2 3 4   Hildebrand, Röhr & Steinmetz 1993a, p. 111
37. ↑   Gardiner & Gray 1985, pp. 141, 144–145
38. ↑   Hildebrand, Röhr & Steinmetz 1993b, pp. 62–63
39. 1 2   Hildebrand, Röhr & Steinmetz 1993b, p. 63
40. ↑   Gardiner & Gray 1985, p. 141